# Linepithema flavescens
Linepithema flavescens es una especie de hormiga del género Linepithema, subfamilia Dolichoderinae. Fue descrita científicamente por Wheeler & Mann en 1914.

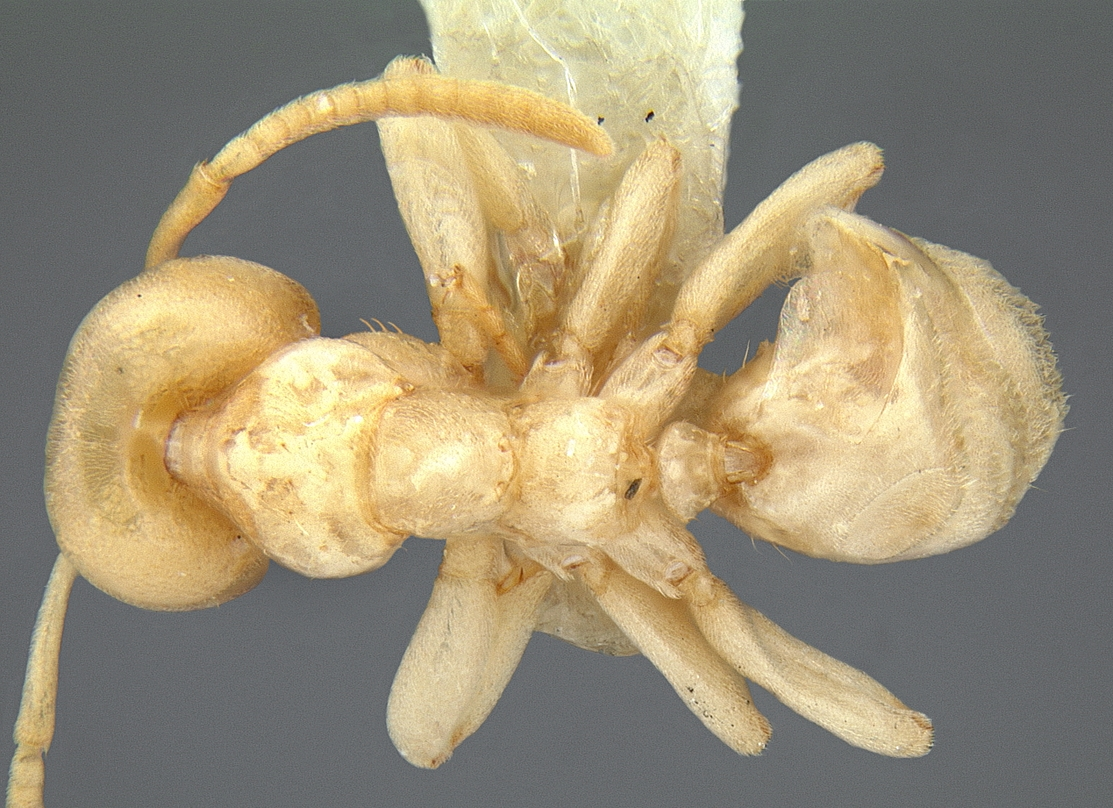
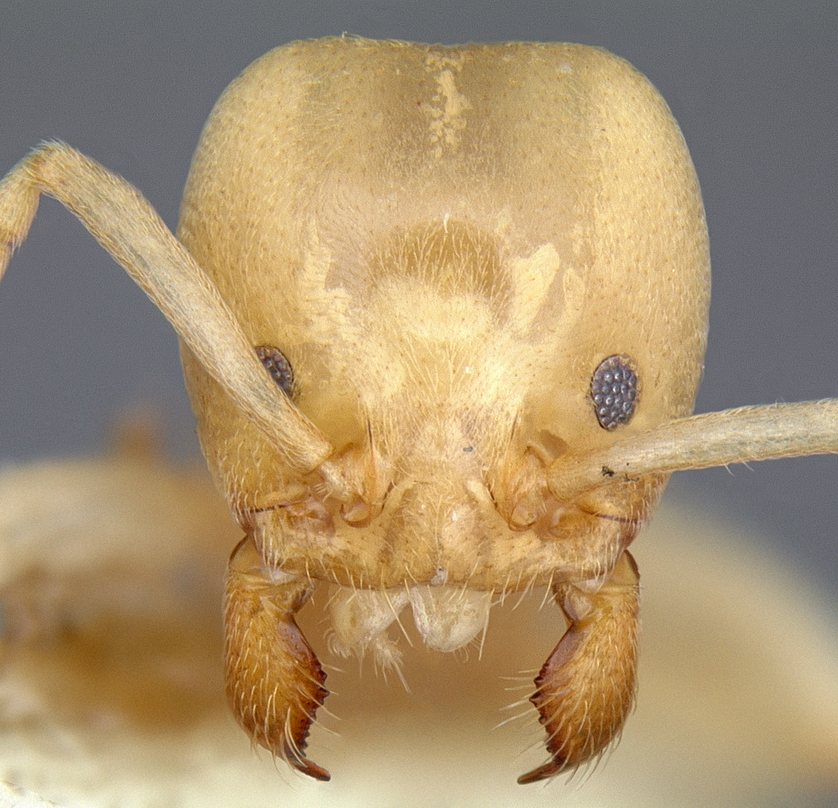

Se distribuye por Haití.